# Erwin Wortelkamp
Erwin Wortelkamp (Hamm, 21 september 1938) is een Duitse schilder en beeldhouwer.

## Leven en werk
Erwin Wortelkamp studeerde van 1960 tot 1965 beeldhouwkunst bij Robert Jacobsen en kunstpedagogie aan de Akademie für bildende Künste in München. Na deze studie was hij gedurende de volgende acht jaar docent beeldende kunst in Frankenthal en in het nabijgelegen Beindersheim leidde hij het door hemzelf gestichte atelier nw 8. Hij vertrok in 1973 en werd medewerker aan de Pädagogische Hochschule Freiburg. In het wintersemester 1982/83 was hij gasthoogleraar aan de Justus-Liebig-Universität in Gießen en in het wintersemester 1995/96 aan de Universität Witten/Herdecke.
In 1975 verhuisde Wortelkamp naar Hasselbach, richtte in het alte Schulhaus zijn atelier in en begon grond aan te kopen tussen de plaatsen Hasselbach en Werkhausen in het Westerwald (deelstaat Rijnland-Palts). Rond 1986 startte hij met het, 10 hectare grote, beeldenpark Im Tal, waar inmiddels 40 beeldhouwers hun beeldhouwwerk in het landschap hebben geïntegreerd. Enkele deelnemende beeldhouwers zijn: Lutz Fritsch, Claus Bury, Bogomir Ecker en Ansgar Nierhoff.
Wortelkamp maakt sinds 1990 zowel werken voor de openbare stedelijke ruimte, als objecten die hij in de natuur integreert. Het zijn zowel houtsculpturen als beelden in ijzer en brons. In het Italiaanse Acquaviva Picena in de provincie Ascoli Piceno heeft hij zijn tweede huis. Daar creëert hij zijn werken op papier.
Wortelkamp werd in 1977 als deelnemer uitgenodigd voor documenta 6 in Kassel. Solotentoonstellingen werden georganisserd in de Kunsthalle Mannheim (1976 en 1988), het Albertinum in Dresden (2000) en het Lehmbruck-Museum in Duisburg (2001).

### Werken (selectie)
- 1975 Vielleicht ein Baum IV, Beeldenpark van de Kunsthalle Mannheim in Mannheim
- 1976 Vielleicht ein Baum VII, Beeldenpark van de Kunsthalle Mannheim
- 1976 Vielleicht ein Baum, Beeldenpark Im Tal in Hasselbach
- 1978 Farbige Stele, Beeldenpark van de Kunsthalle Mannheim
- 1980 Farbige Stele, Beeldenpark van de Kunsthalle Mannheim
- 1984 Friedensstele, Heilbronn
- 1990 Das Paar, Deutschhaus-Platz in Mainz
- 1994 Skulptur im Teehaus, Alt-Wolfsburg in Wolfsburg
- 1994 Große Wolfsburger, Roppeltsgasse in Bamberg
- 1994/99 Teil aus einem Ganzen, Beeldenpark im Tal
- 2001 Für Lenné, beeldenroute Skulpturenallee in Bad Homburg vor der Höhe
- 2001/02 Weissweid Buche, Beeldenpark Sculpture at Schönthal
- 2002 Für Hans von Marées, Villa Concordia in Bamberg
- 2009 Im Stande, Skulpturenufer Remagen in Remagen

## Fotogalerij

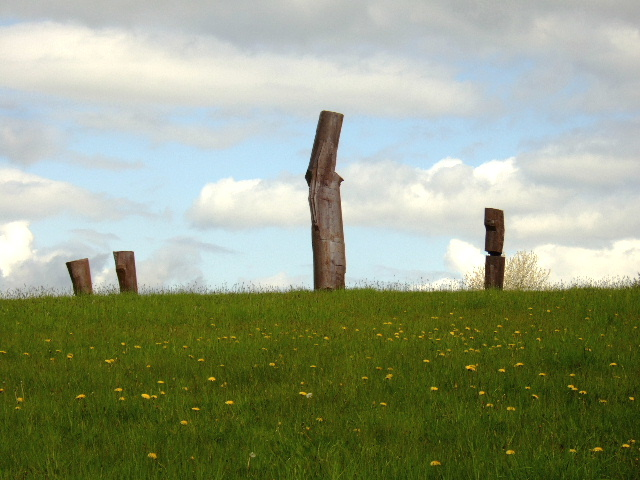
"Vielleicht ein Baum" (1976) ,Beeldenpark Im Tal
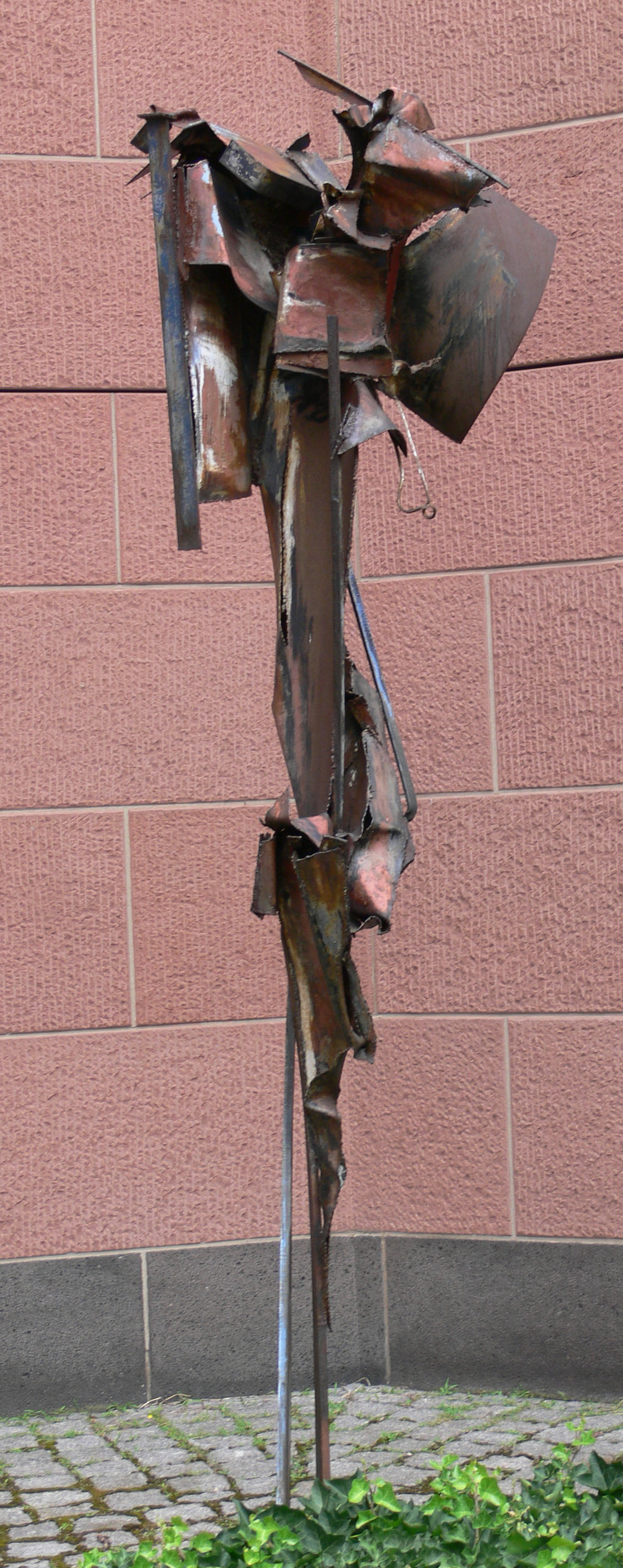
"Farbige Stele" (1980) , Mannheim
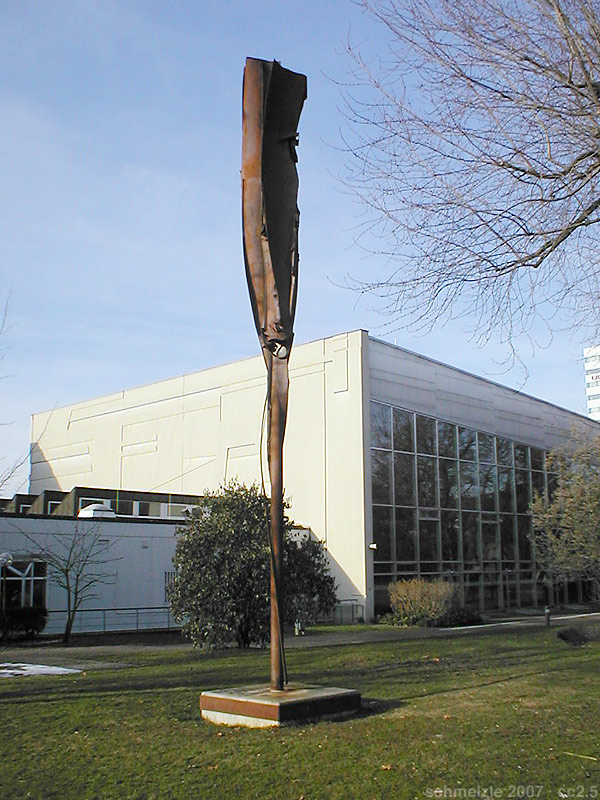
"Friedensstele" (1984) , Heilbronn
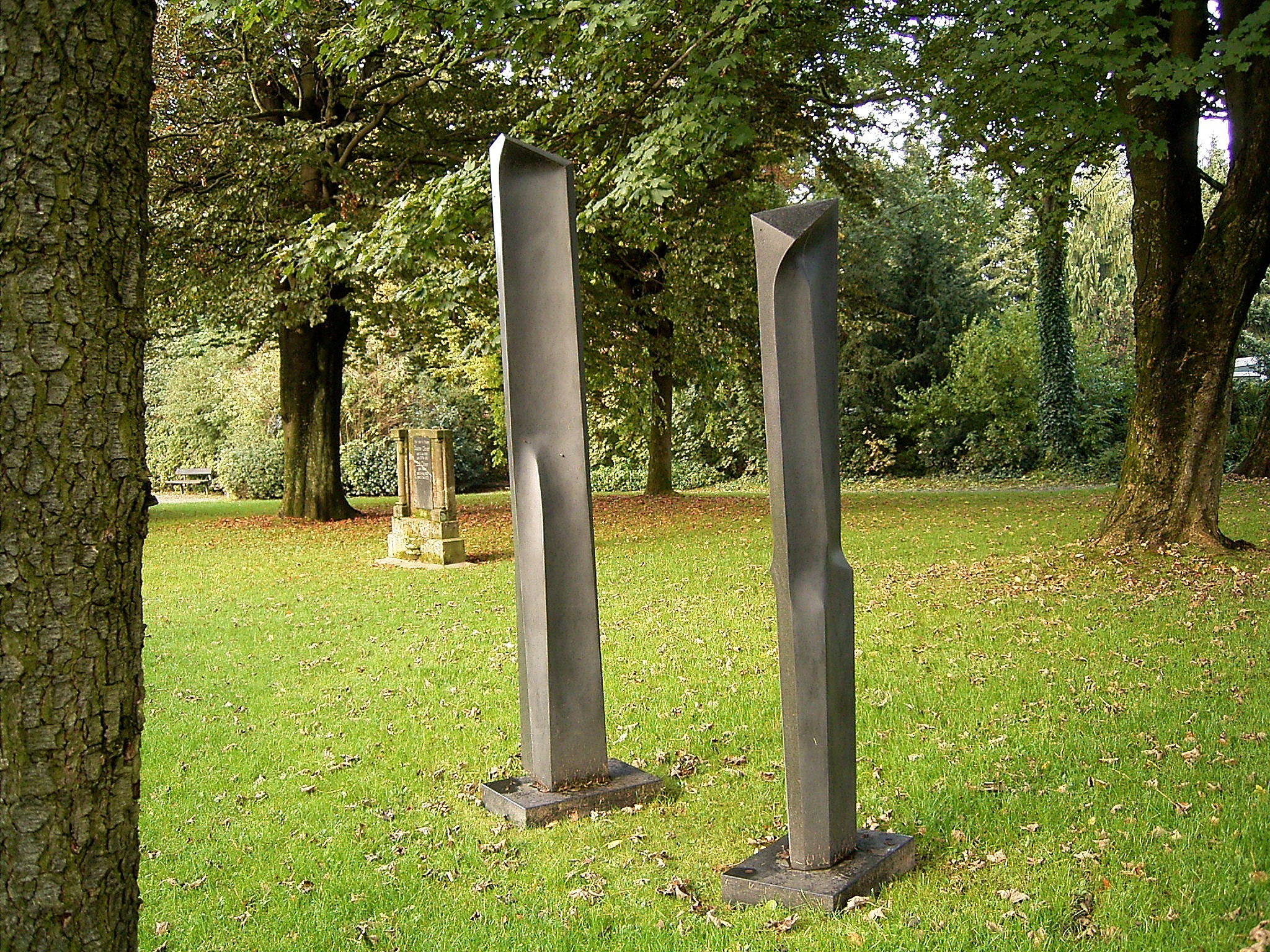
Radevormwald
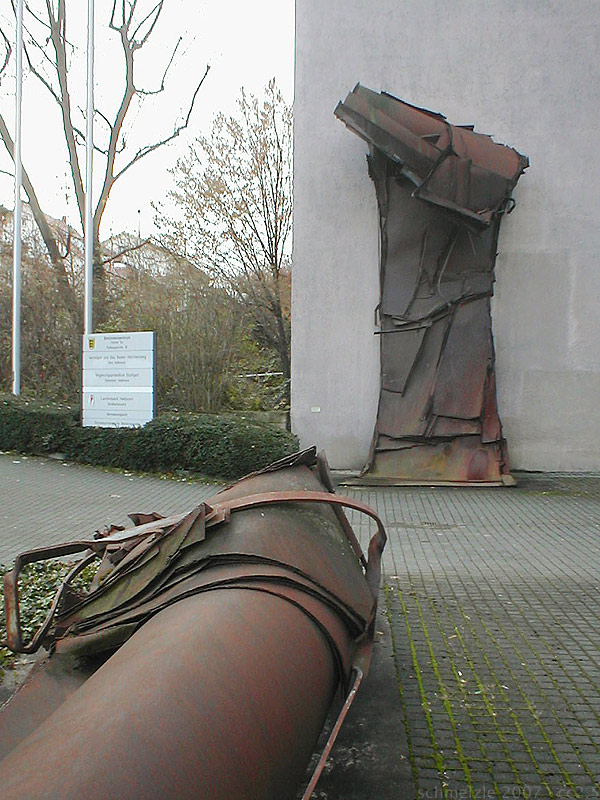
Fleiner Tor, Heilbronn
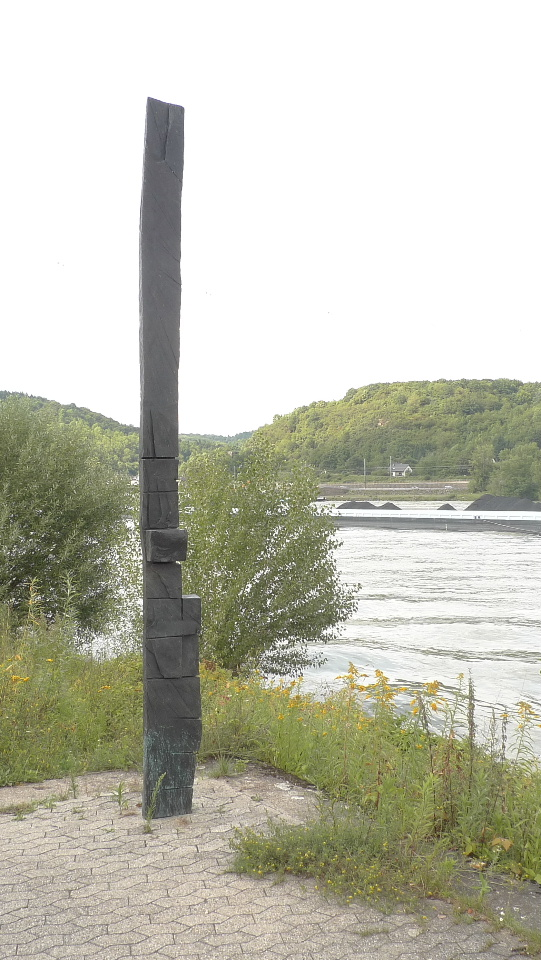
Im Stande (2009), Remagen